# Initialord
Initialord er ord som er lavet af initialer. Eksempler på initialord er DR (fra Danmarks Radio), DSB (Danske Statsbaner), USA (fra engelsk United States of America) og NATO (fra engelsk North American Treaty Organisation).
Et initialord som kan udtales som et eget ord kaldes et akronym. Eksempler på akronymer er NATO, NASA (fra engelsk National Aeronautics and Space Administration) og laser (fra engelsk Light amplification by stimulated emission of radiation).
Ordet laser er gået ind i sproget og er blevet så almindeligt, at det ikke længere regnes for at være et initialord. En sådan overgang kaldes assimilering. 